# Liga Sprawiedliwych: Zagłada
Liga Sprawiedliwych: Zagłada (ang. Justice League: Doom) to pełnometrażowy film animowany z 2012 roku w reżyserii Lauren Montgomery, będący luźną adaptacją komiksowego cyklu JLA: Tower of Babel autorstwa Marka Waida.

## Fabuła
Vandal Savage wzywa do swojej siedziby w Luizjanie grupę superzłoczyńców. Oznajmia, że zapłaci każdemu z nich po 100 milionów dolarów, jeżeli pozbędą się członków Ligi Sprawiedliwych. Jako że żyje już 50.000 lat, miał czas na zgromadzenie wielkich oszczędności. Ustalił, że Batman w tajemnicy przed innymi członkami Ligi, opracował plany zneutralizowania każdego z jej poszczególnych członków. Na wypadek, gdyby któryś przeszedł na stronę zła. Vandal odnalazł Batjaskinię, a Mirror Master wykradł te plany tak, że nawet największy z detektywów nie zorientował się. Przekazał te bezcenne dane poszczególnym kanonicznym wrogom poszczególnych członków Ligi. Wykorzystali je najlepiej jak mogli.

### Superman
Superman usiłuje przemówić do rozsądku Henry'emu Ackersonowi, który usiłuje popełnić samobójstwo na dachu budynku Daily Planet. Ackerson (który okazuje się być przebranym Metallo) strzela do Człowieka ze Stali kulą z kryptonitu. Zwykłe pociski odbijają się od Supermana. Pocisk z kryptonitu nie napotkał oporu. Później Metallo oświecił go widokiem serca z kryptonitu. Śmiertelnie ranny bohater spada z budynku.

### Batman
Bane wykrada z grobu Thomasa i Marthy Wayne'ów ich ciała. Najbardziej opanowany, inteligentny, ponury i wyrachowany superbohater stracił kontrolę nad sobą i wszystkie te atuty. Bane bez wysiłku ogłuszył Bruce'a Wayne'a na cmentarzu, a następnie pogrzebał żywcem obok swojego ojca.

### Wonder Woman
Cheetah udaje się zranić Wonder Woman; w ten sposób do jej ciała dostają się nanoroboty, wpływające na jej wzrok i słuch. Superbohaterce wydaje się, że wszystkie otaczające ją osoby są klonami Cheetah. Ponieważ Amazonka nigdy się nie poddaje, będzie walczyć aż do chwili, gdy podda się jej serce. Albo dopóki ktoś kto nie wie o tym co się z nią stało sam jej nie zneutralizuje.

### Flash
Flash usiłuje powstrzymać Mirror Mastera przed obrabowaniem pociągu. Napad okazuje się być pułapką, w wyniku której do ciała Flasha zostaje przyczepiona bomba, mogąca zabić ludzi w promieniu trzech mil. Aby powstrzymać eksplozję, bohater musi biec coraz szybciej – i nigdy się nie zatrzymywać.

### Zielona Latarnia
Hal Jordan zostaje wezwany przez FBI do starej kopalni soli, gdzie grupa terrorystów przetrzymuje zakładników. Akcja kończy się śmiercią dwóch osób. Co gorsza, pośród nich jest Carol Ferris, którą kocha bezgranicznie. Zielona Latarnia, przekonany o swojej winie (którą dodatkowo wzmacnia gaz Scarecrowa), wyrzeka się pierścienia i jego mocy. Staje się zwykłym człowiekiem dla którego pierścień nie działa.

### Marsjanin
J'onn (jako John Jones, alter ego bohatera) świętuje swoje urodziny w towarzystwie kolegów z policji. Nieznana kobieta kupuje mu drinka, wzbudzając tym samym jego zainteresowanie. Kobieta okazuje się być Ma'alefa'akiem, który dodał do napoju trujący dla Marsjan węglan magnezu. Kiedy organizm J'onna zaczyna usuwać truciznę przez jej wypocenie w postaci magnezu, Ma'alefa'ak podpala Marsjanina i zostawia go swojemu losowi. Nic nie jest w stanie ugasić tego ognia, nawet skok do morza. Sprawia mu nieopisany ból, ale nie zabija go.
Batmanowi udaje się wykopać z grobu ojca i rychło wyrusza na ratunek superbohaterom. Wiedział, jak cofnąć skutki swoich planów. Niezbędna okazała się pomoc Cyborga, aplikującego do Ligi. Wandal i Batman nie upatrzyli go sobie wcześniej za cel. Tymczasem Vandal Savage ujawnia Metallo, Bane'owi, Cheetah, Mirror Masterowi, Star Sapphire i Ma'alefa'akowi swoje dalsze plany: Zniszczenie połowy Ziemi. Ci co przeżyją, pójdą za pierwszym wodzem, który zapewni im porządek po strasznym chaosie. Liga Sprawiedliwych, z pomocą Cyborga, w ostatniej chwili udaremnia jego zamiary.
Liga Sprawiedliwych przeżyła. Mroczny Rycerz broni swojej decyzji o zbieraniu informacji o jej słabościach i trzymania jej w tajemnici, wierząc, że takie środki bezpieczeństwa są uzasadnione. Przyjaciele nie mają mu tego za złe. Ale nie mogą przebaczyć, że pozwolił je wykraść. Batman sam rezygnuje z członkostwa w Lidze, nim ta zwołała w tej kwestii zebranie.
W ostatniej scenie Superman powierza Batmanowi kryptonitową kulę, jednocześnie pytając go o to, czemu Bruce nie przygotował planu dla siebie (usunięcie trumien Wayne'ów było pomysłem Savage'a). Ten odpowiada: Mam taki plan. To Liga Sprawiedliwych.

## Obsada
Kursywą oznaczono role niewymienione w napisach końcowych.
- Kevin Conroy – Bruce Wayne / Batman
- Tim Daly – Clark Kent / Superman
- Susan Eisenberg – księżniczka Diana / Wonder Woman
- Nathan Fillion – Hal Jordan / Zielona Latarnia
- Carl Lumbly – J'onn J'onzz / Marsjanin, Ma'alefa'ak J'onnz / Ma'alefa'ak
- Michael Rosenbaum – Barry Allen / Flash
- Bumper Robinson – Victor Stone / Cyborg
- Carlos Alazraqui – Bane
- Claudia Black – Barbara Ann Minerva / Cheetah
- Paul Blackthorne – John Corben / Metallo (wymieniony), Henry Ackerson
- Olivia d’Abo – Carol Ferris / Star Sapphire
- Alexis Denisof – Sam Scudder / Mirror Master
- Phil Morris – Vandar Aag / Vandal Savage
- Dee Bradley Baker – oficer dowodzący
- Grey DeLisle – Lois Lane, Królowa
- Robin Atkin Downes – Alfred Pennyworth, Walet
- Brian George – Major
- David Kaufman – Jimmy Olsen
- Juliet Landau – Dziesiątka
- Jim Meskimen – Król
- Andrea Romano – głos Batkomputera
- Bruce Timm – As
- Danny Jacobs – agent specjalny Porter